# Paris-Roubaix 2002

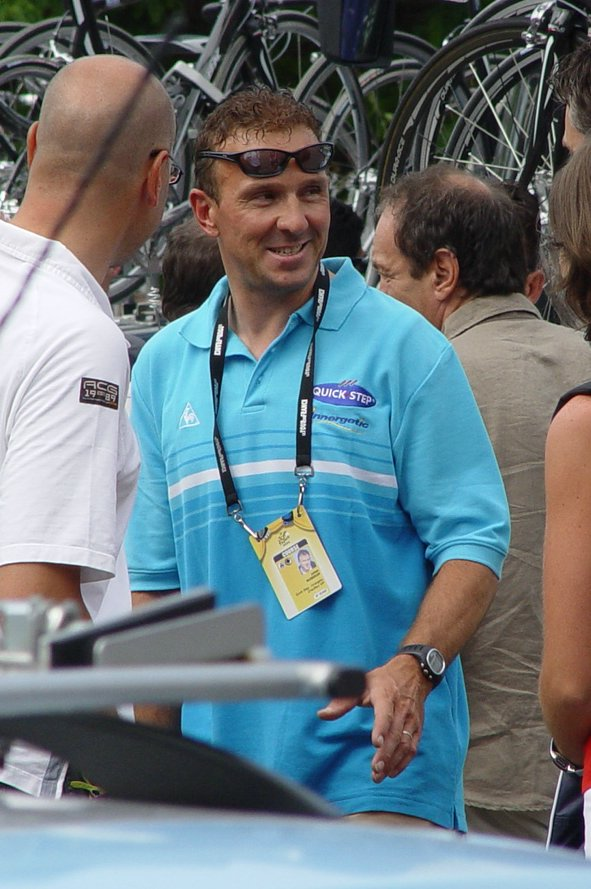
Johan Museeuw le vainqueur de l'édition 2002 du Paris-Roubaix.

La course cycliste Paris-Roubaix 2002 s'est courue le 14 avril 2002. Elle est remportée en solitaire par le Belge Johan Museeuw. Pour cette 100e édition, le Lion des Flandres s'impose pour la troisième et dernière fois de sa carrière.
La course disputée sur un parcours de 261 km est l'une des manches de la Coupe du monde de cyclisme sur route 2002.

## Présentation

### Équipes
Paris-Roubaix figure au calendrier de la Coupe du monde de cyclisme sur route 2001.
On retrouve un total de 25 équipes au départ, 24 faisant partie des GSI, la première division mondiale, et la dernière, l'équipe française Saint-Quentin-Oktos, des GSII, la seconde division mondiale.
| Groupes sportifs I (24)- Domo-Farm Frites - Mapei-Quick Step - Lampre-Daikin - Lotto-Adecco - Index-Alexia Alluminio - Tacconi Sport - Cofidis, le Crédit par Téléphone - Rabobank - Team Coast - CSC-Tiscali - US Postal Service - Euskaltel-Euskadi - Fdjeux.com - Fassa Bortolo - Telekom - Crédit agricole - Saeco-Longoni Sport - Gerolsteiner - Bonjour - ONCE-Eroski - AG2R Prévoyance - Kelme-Costa Blanca - Jean Delatour - BigMat-Auber 93 Groupe sportif II- Saint-Quentin-Oktos |
| |

## Classement
| \| Classement général \| Classement général \| Classement général \| Classement général \| Classement général \| \| Coureur \| Coureur \| Pays \| Équipe \| Temps \| \| ------------------ \| ------------------- \| ------------------ \| ------------------------------- \| ------------------ \| \| 1er \| Johan Museeuw \| Belgique \| Domo-Farm Frites \| 6 h 39 min 08 s \| \| 2e \| Steffen Wesemann \| Allemagne \| Telekom \| + 3 min 04 s \| \| 3e \| Tom Boonen \| Belgique \| US Postal Service \| + 3 min 08 s \| \| 4e \| Tristan Hoffman \| Pays-Bas \| CSC-Tiscali \| + 4 min 02 s \| \| 5e \| Lars Michaelsen \| Danemark \| Team Coast \| + 4 min 02 s \| \| 6e \| George Hincapie \| États-Unis \| US Postal Service \| + 4 min 02 s \| \| 7e \| Thierry Gouvenou \| France \| BigMat-Auber 93 \| + 4 min 02 s \| \| 8e \| Nico Mattan \| Belgique \| Cofidis-Le Crédit par Téléphone \| + 4 min 02 s \| \| 9e \| Max van Heeswijk \| Pays-Bas \| Domo-Farm Frites \| + 4 min 02 s \| \| 10e \| Enrico Cassani \| Italie \| Domo-Farm Frites \| + 4 min 02 s \| \| 11e \| Raphael Schweda \| Allemagne \| Team Coast \| + 4 min 09 s \| \| 12e \| Hans De Clercq \| Belgique \| Lotto-Adecco \| + 8 min 07 s \| \| 13e \| Servais Knaven \| Pays-Bas \| Domo-Farm Frites \| + 8 min 07 s \| \| 14e \| Frank Høj \| Danemark \| Team Coast \| + 8 min 07 s \| \| 15e \| Zbigniew Spruch \| Pologne \| Lampre-Daikin \| + 8 min 07 s \| \| 16e \| Maximilian Sciandri \| Royaume-Uni \| Lampre-Daikin \| + 8 min 14 s \| \| 17e \| Andrea Tafi \| Italie \| Mapei-Quick Step \| + 9 min 11 s \| \| 18e \| Aart Vierhouten \| Pays-Bas \| Lotto-Adecco \| + 9 min 11 s \| \| 19e \| Tom Flammang \| Luxembourg \| Cofidis-Le Crédit par Téléphone \| + 9 min 11 s \| \| 20e \| Marc Wauters \| Belgique \| Rabobank \| + 9 min 11 s \| |                     |             |                                 |                 |
| |                     |             |                                 |                 |
| |                     |             |                                 |                 |
| Classement général |                     |             |                                 |                 |
| Coureur | Coureur             | Pays        | Équipe                          | Temps           |
| 1er | Johan Museeuw       | Belgique    | Domo-Farm Frites                | 6 h 39 min 08 s |
| 2e | Steffen Wesemann    | Allemagne   | Telekom                         | + 3 min 04 s    |
| 3e | Tom Boonen          | Belgique    | US Postal Service               | + 3 min 08 s    |
| 4e | Tristan Hoffman     | Pays-Bas    | CSC-Tiscali                     | + 4 min 02 s    |
| 5e | Lars Michaelsen     | Danemark    | Team Coast                      | + 4 min 02 s    |
| 6e | George Hincapie     | États-Unis  | US Postal Service               | + 4 min 02 s    |
| 7e | Thierry Gouvenou    | France      | BigMat-Auber 93                 | + 4 min 02 s    |
| 8e | Nico Mattan         | Belgique    | Cofidis-Le Crédit par Téléphone | + 4 min 02 s    |
| 9e | Max van Heeswijk    | Pays-Bas    | Domo-Farm Frites                | + 4 min 02 s    |
| 10e | Enrico Cassani      | Italie      | Domo-Farm Frites                | + 4 min 02 s    |
| 11e | Raphael Schweda     | Allemagne   | Team Coast                      | + 4 min 09 s    |
| 12e | Hans De Clercq      | Belgique    | Lotto-Adecco                    | + 8 min 07 s    |
| 13e | Servais Knaven      | Pays-Bas    | Domo-Farm Frites                | + 8 min 07 s    |
| 14e | Frank Høj           | Danemark    | Team Coast                      | + 8 min 07 s    |
| 15e | Zbigniew Spruch     | Pologne     | Lampre-Daikin                   | + 8 min 07 s    |
| 16e | Maximilian Sciandri | Royaume-Uni | Lampre-Daikin                   | + 8 min 14 s    |
| 17e | Andrea Tafi         | Italie      | Mapei-Quick Step                | + 9 min 11 s    |
| 18e | Aart Vierhouten     | Pays-Bas    | Lotto-Adecco                    | + 9 min 11 s    |
| 19e | Tom Flammang        | Luxembourg  | Cofidis-Le Crédit par Téléphone | + 9 min 11 s    |
| 20e | Marc Wauters        | Belgique    | Rabobank                        | + 9 min 11 s    |

### Classement UCI
La course attribue des points à la Coupe du monde de cyclisme sur route 2002 selon le barème suivant :
| Position           | 1er | 2e | 3e | 4e | 5e | 6e | 7e | 8e | 9e | 10e | 11e | 12e | 13e | 14e | 15e | 16e | 17e | 18e | 19e | 20e | 21e | 22e | 23e | 24e | 25e |
| Classement général | 100 | 70 | 50 | 40 | 36 | 32 | 28 | 24 | 20 | 16  | 15  | 14  | 13  | 12  | 11  | 10  | 9   | 8   | 7   | 6   | 5   | 4   | 3   | 2   | 1   |

Après cette troisième épreuve le classement est le suivant :
| #  | Coureur           | Équipe            | Points | Précédent | Evolution |
| -- | ----------------- | ----------------- | ------ | --------- | --------- |
| 1  | Johan Museeuw     | Domo-Farm Frites  | 170    | 4         | +3        |
| 2  | Mario Cipollini   | Saeco             | 120    | 1         | -1        |
| 3  | Andrea Tafi       | Mapei-Quick Step  | 109    | 2         | -1        |
| 4  | George Hincapie   | US Postal Service | 82     | 8         | +4        |
| 5  | Fred Rodriguez    | Domo-Farm Frites  | 79     | 3         | -2        |
| 6  | Steffen Wesemann  | Telekom           | 70     | Entrée    | Entrée    |
| 7  | Peter Van Petegem | Lotto-Adecco      | 61     | 5         | -2        |
| 8  | Jo Planckaert     | Cofidis           | 55     | 6         | -2        |
| 9  | Tom Boonen        | US Postal Service | 52     | ??        | +??       |
| 10 | Markus Zberg      | Rabobank          | 51     | 7         | -3        |

| #  | Équipe | Points | Précédent | Evolution |
| -- | ------ | ------ | --------- | --------- |
| 1  | [[]]   |        |           |           |
| 2  | [[]]   |        |           |           |
| 3  | [[]]   |        |           |           |
| 4  | [[]]   |        |           |           |
| 5  | [[]]   |        |           |           |
| 6  | [[]]   |        |           |           |
| 7  | [[]]   |        |           |           |
| 8  | [[]]   |        |           |           |
| 9  | [[]]   |        |           |           |
| 10 | [[]]   |        |           |           |